# Società Sportiva Amatori Calcio 1941-1942
Questa voce raccoglie le informazioni riguardanti la Società Sportiva Amatori Calcio nelle competizioni ufficiali della stagione 1941-1942.

## Rosa
| N. |                   | Ruolo | Calciatore          |
| -- | ----------------- | ----- | ------------------- |
|    | Italia (bandiera) | C     | Mario Andreini      |
|    | Italia (bandiera) | P     | Bruno Babini        |
|    | Italia (bandiera) | P     | Geri Bandini        |
|    | Italia (bandiera) | D     | Amedeo Barbieri     |
|    | Italia (bandiera) | A     | Dante Bonafè        |
|    | Italia (bandiera) | A     | O. Bordoni          |
|    | Italia (bandiera) | C     | Guido Borgatti      |
|    | Italia (bandiera) | A     | Francesco Bruno     |
|    | Italia (bandiera) | D     | Alessandro Calanchi |
|    | Italia (bandiera) | D     | Armando Casarini    |
|    | Italia (bandiera) | D     | Mario Caselli       |
|    | Italia (bandiera) | D     | Edoardo Carosi      |
|    | Italia (bandiera) | A     | Aldo Didoni         |
|    | Italia (bandiera) | C     | L. Dovesi           |
|    | Italia (bandiera) | C     | Francesco Govoni    |
|    | Italia (bandiera) | D     | Otello Landuzzi     |
|    | Italia (bandiera) | A     | Giuseppe Lanzone    |

| N. |                   | Ruolo | Calciatore        |
| -- | ----------------- | ----- | ----------------- |
|    | Italia (bandiera) | A     | Amintore Lega     |
|    | Italia (bandiera) | C     | Bruno Lenzi       |
|    | Italia (bandiera) | A     | T. Lodi           |
|    | Italia (bandiera) | D     | Angelo Lucchini   |
|    | Italia (bandiera) | D     | Walter Luppi      |
|    | Italia (bandiera) | C     | C. Magnani        |
|    | Italia (bandiera) | A     | L. Marzocchi      |
|    | Italia (bandiera) | A     | Alessandro Masi   |
|    | Italia (bandiera) | A     | Emilio Molesini   |
|    | Italia (bandiera) | A     | Luciano Nerozzi   |
|    | Italia (bandiera) | D     | Giuseppe Novi     |
|    | Italia (bandiera) | A     | Vittorio Petrin   |
|    | Italia (bandiera) | A     | Alessandro Rossi  |
|    | Italia (bandiera) | D     | Francesco Scarani |
|    | Italia (bandiera) | C     | R. Spada          |
|    | Italia (bandiera) | C     | A. Zucchini       |